# Кирпичная печь
Кирпичная печь — печь, собранная из керамического кирпича.

## Фундамент
Печи массой 750 кг и более устанавливают на отдельный фундамент или основание. При меньшем весе допускается установка на перекрытие при условии его достаточной несущей способности.

## Материалы изготовления
Кирпичи
Основным видом кирпича является полнотелый керамический кирпич со стандартными в России размерами 250×120×65 мм. Марка кирпича не ниже М100, плотность более 1600 кг/м3 (вес одного кирпича более 3,12 кг). Для топливных камер и начальных путей дымохода, подвергающихся воздействию высоких температур порядка 1600—1850 °C, используется огнеупорный шамотный кирпич с размерами 250×123×65 или 230×112×65 мм.
Раствор
- Глиняный — используется для кладки печи и трубы до уровня кровли.
- Известковый — фундамент в сухом грунте[3].
- Цементный — фундамент во влажном грунте[3], труба выше уровня кровли[7][4].
- Известково-цементный — часть трубы, проходящая в чердачном помещении[7][4].

Для кладки тугоплавкого кирпича (думаю нужно уточнить, что такое тугоплавкий кирпич, потому что выше в описании другой кирпич) используют тугоплавкую глину с песком, для огнеупорного кирпича огнеупорную глину с шамотным порошком.
Печные приборы
Печные приборы в основном изготавливаются из чугуна. Перечень приборов:
- Колосниковая решётка или набор одиночных колосников.
- Дверца топливника.
- Дверца поддувала или зольника.
- Прочистные дверцы — закрывают отверстия для прочистки каналов печи.
- Дверца вьюшки.
- Вьюшка — двойная крышка (блинок и крышка) с рамкой для открытия и закрытия дымового канала. Находится за вьюшечной дверцей.
- Задвижка — пластинка в рамке для открытия и закрытия дымового канала.
- Плита с конфорками (с закрываемыми отверстиями) или без них (сплошная).
- Заслонка для закрытия устья русской печи.

## Классификация
По назначению
- Отопительные: голландка, печь Утермарка.
- Отопительно варочные: шведка, кухонная плита с обогревательным щитком.
- Варочные — кухонная плита.
- Многоцелевые: русская печь.
- Специального назначения: банная печь, хлебопекарная печь, печь для обжига.

По толщине стенок
- Толстостенные — в полкирпича или целый кирпич (120 или 250 мм).
- Тонкостенные — в четверть кирпича (65 мм). Наружные стенки топливника до его перекрытия выкладываются в полкирпича.

По конвективной системе
- С последовательными дымовыми каналами.
- С параллельными дымовыми каналами (например с одним подъёмным и несколькими опускными).
- С бесканальной (колпаковой) конвективной системой (газы входят и выходят в нижней части колпака).

По виду отделки
- Без отделки.
- Оштукатуренные и побеленные (окрашенные).
- Изразцовые.
- Заключённые в металлический футляр и окрашенные (например печь Утермарка).

### По виду топливной камеры
Каждому виду топлива соответствует определённая форма топливной камеры. Под (нижняя площадка) камеры может быть глухой (например как у русской печи) или колосниковый. Под колосниками находится поддувальная (зольниковая) камера.
Минимальная толщина наружных стенок топливника полкирпича, для печей мощностью более 3489 Вт она составляет от 3/4 до целого кирпича, в зависимости от теплоотдачи печи.
| Вид топлива                     | Толщина слоя топлива (см) при мощности печи | Толщина слоя топлива (см) при мощности печи | Мин. высота топливника (см) при мощности печи | Мин. высота топливника (см) при мощности печи |
| Вид топлива                     | до 3489 Вт                                  | св. 3489 Вт                                 | до 3489 Вт                                    | св. 3489 Вт                                   |
| ------------------------------- | ------------------------------------------- | ------------------------------------------- | --------------------------------------------- | --------------------------------------------- |
| Дрова с влажностью 25 %         | 25                                          | 35                                          | 56                                            | 77                                            |
| Торф кусковой с влажностью 30 % | 20                                          | 30                                          | 56                                            | 77                                            |
| Бурый уголь подмосковный        | 9                                           | 15                                          | 49                                            | 63                                            |
| Каменный уголь                  | 10                                          | 16                                          | 42                                            | 56                                            |
| Антрацит                        | 15                                          | 24                                          | 35                                            | 42                                            |

#### Для дров
Древесина образует высокое пламя, так как большая её часть, перед тем как сгореть, переходит в газообразное состояние (процесс возгонки). Для обеспечения наиболее полного сгорания топливник отопительных печей должен иметь достаточное свободное пространство над слоем дров (указано в таблице). Максимальная высота от колосниковой решётки до перекрытия топливника 1 м. Высота топливника печи с варочной поверхностью находится в пределах 280—420 мм (4—6 рядов кладки), что обусловлено необходимостью контакта пламени с чугунной плитой. Минимальная длина 35 см.
Топливник дровяных печей мощностью более 3000 Вт рекомендуется футеровать огнеупорным кирпичом.

#### Для угля
Для горения бурого и каменного угля наличие колосниковой решётки обязательно. Топливник для каменного угля футеруется. Стенки топливника для антрацита выкладываются из огнеупорного кирпича полностью.
- Виды топок
- Для дров
- Для каменного угля
- Для бурого угля или сухого кускового торфа
- Для торфа повышенной влажности.
Стрелкой показан выход пара через пароотводящую щель

## Труба
Кирпичная труба по местоположению:
- Насадная — устанавливается на перекрыше толстостенной печи[15].
- Коренная — отдельностоящая на собственном фундаменте.
- Стенная — дымовой канал находится в кирпичной стене здания.

Части трубы:
- Распушка, разделка — утолщение стенки трубы в месте её прохождения через потолочное перекрытие. Противопожарный элемент.
- Выдра — утолщение стенки, нависающее над кровлей. Закрывает сверху щель между трубой и кровлей от попадания атмосферных осадков.
- Оголовок — утолщение стенки на самом верху трубы.

Размеры канала трубы, не менее:
- 140×140 мм — для печей мощностью до 3500 Вт.
- 140×200 мм — 3500—5200 Вт.
- 140×270 мм — 5200—7000 Вт.

## Подбор отопительной печи

### Теплопотери помещения
Требуемая мощность отопительной печи определяется теплопотерями помещения, которые зависят от многих факторов: климатический условий, площади и высоты помещения, количества внешних стен, вида строительных материалов и степени утеплённости дома. Средняя часовая теплоотдача печи должна равняться теплопотерям отапливаемого помещения (±15 %).
Приблизительно вычисляются по формуле:
- Q = 125 ⋅ f ⋅ k — для угловых помещений, Q = 125 ⋅ k — для угловых помещений менее 10 м2.
- Q = 80 ⋅ f ⋅ k — для неугловых помещений, Q = 80 ⋅ k — для неугловых помещений менее 10 м2,
где Q — теплопотери помещения (Вт), 125 и 80 — эмпирические коэффициенты, f — площадь пола (м2), k — коэффициент теплопередачи наружных стен (Вт/м2).

k = 1/R, где R — сопротивление теплопередаче ограждающих конструкций (в данном случае наружных стен) (м2·°C/Вт).
Rодносл. = δ/λ — сопротивление теплопередаче стен из одного материала или отдельного слоя материала в стенах из нескольких материалов, где δ — толщина слоя материала (м), λ — коэффициент теплопроводности материала (Вт/[м·°C]).

Rмногосл. = R1 + R2 + … + 0,155 + 0,058 — сопротивление теплопередаче стен из нескольких материалов, где R1 и R2 — сопротивления теплопередаче отдельных слоёв материалов, 0,155 — сопротивление теплопередаче у внутренней поверхности стен (Rв), 0,058 — сопротивление теплопередаче у наружной поверхности стен (Rн).
Для помещений высотой 2,5—3 м полученное значение Q увеличивают на 10 %. Для помещений с двумя внешними углами значение Q также увеличивают на 10 %.
Формулы рассчитаны на наружную температуру −30 °C. Для других температур используются поправочные коэффициенты:
- 1,35 — при температуре −35 °C и ниже.
- 0,85 — от −10 до −20 °C.
- 0,75 — выше −10 °C.

### Теплоотдача печи
Максимальная мощность печи периодического действия развивается при топке два раза в сутки. Например, теплоотдача одного квадратного метра активной поверхности (зеркала) открытостоящей (расстояние до стен помещения не менее 130 мм) дровяной толстостенной печи, при однократной и двукратной топке, составляет 330 и 550 Вт соответственно. Чтобы узнать требуемую площадь зеркала открытостоящей печи при двукратной топке, необходимо теплопотери помещения разделить на 550 Вт/м2. Для южных районов, с температурой наружного воздуха +5 °C и выше, рекомендуется однократная топка.
Площадь зеркала существующей печи равна произведению её периметра на активную высоту. Активная высота печи примерно равна её высоте от уровня пола минус 300 мм. Площадь верхней плоскости перекрыши учитывается в том случае, если высота печи не превышает 2,1 м, при этом для перекрыши вводится поправочный коэффициент 0,5.